# 伊藤勝美
伊藤 勝美（いとう かつみ、1951年（昭和26年）1月2日 - ）は、日本の政治家。元新潟県五泉市長（3期）。元村松町長（1期）、元村松町議会議員（2期）。

## 来歴
新潟県中蒲原郡村松町生まれ。新潟県立五泉高等学校卒業。
45歳のとき、瓦ぶき職人から村松町議会議員に転身。2002年（平成14年）2月に村松町長に就任。2006年（平成18年）1月1日、村松町は旧五泉市と新設合併し消滅。同年2月、新五泉市の助役に就任。のち副市長に就任。
2010年（平成22年）1月24日に行われた五泉市長選挙に立候補し初当選した。投票率は68.26％。
2014年（平成26年）、無投票で再選。
2018年（平成30年）、3選。
2022年（令和4年）1月23日に行われた五泉市長選挙で、無所属新人で元プリンスホテル社員の田辺正幸に敗れ落選した。
2024年（令和6年）春の受勲に於いて旭日小綬章が授けられることが決定された。